# Semana en vivo
Semana en vivo es un programa televisivo de opinión colombiano, cuyas emisiones se originan en Bogotá con la transmisión de Cablenoticias y desde 2020 por el canal digital Semana TV. Salió al aire el 12 de junio de 2012, y es dirigido y presentado por la periodista y columnista María Jimena Duzán, y Jorge Hernán Peláez, quien se enfoca en temas internacionales y culturales. El programa cuenta con un espacio en Youtube. 
Es transmitido de lunes a viernes a las 22:00 (UTC−05:00). Sus temas derivan de hechos de actualidad nacional e internacional, los cuales son debatidos por un panel de invitados con gran conocimiento de los temas y cuyas posiciones representan diversos puntos de vista.

## Listado de programas emitidos
- Entrevista al exsenador Rodrigo Lara y Juana Uribe (12/06/2012)
- Entrevista a Juan Fernando Cristo (12/06/2012)
- El caso del General Mauricio Santoyo (19/06/2012)
- Entrevista al procurador Alejandro Ordóñez (19/06/2012)
- Entrevista con Fernando Carrillo y Ramiro Bejarano (26/06/2012)
- Entrevista con la contralora Sandra Morelli (26/06/2012)
- Entrevista a Clara López Obregón y Roy Barreras (03/07/2012)
- María Jimena Duzán entrevista a Germán Vargas Lleras (03/07/2012)
- Entrevista a José Félix Lafaurie y León Valencia (10/07/2012)
- Camilo Romero (político) y Juan Manuel Corzo (17/07/2012)
- María Jimena Duzán entrevista a Ernesto Samper Pizano (17/07/2012)
- María Jimena Duzán entrevista a Mario Iguarán (24/07/2012)
- María Jimena Duzán entrevista a Piedad Córdoba (31/07/2012)
- Los cultivos ilícitos en Colombia (31/07/2012)
- Claudia Morales entrevista a Jorge Robledo y a Antonio Navarro (14/08/2012)
- María Jimena Duzán entrevista al fiscal Eduardo Montealegre (14/08/2012)
- María Jimena Duzán entrevista a Alfonso Gómez Méndez (21/08/2012)
- María Jimena Duzán entrevista a Carlos Lozano y a León Valencia (28/08/2012)
- Entrevista con Fernando Cristo y Miguel Gómez (28/08/2012)
- María Jimena Duzán entrevista a Fernando Carrillo (04/09/2012)
- Claudia Morales entrevista a Carlos Holmes Trujillo y a Francisco Galán (04/09/2012)
- María Jimena Duzán entrevista a Luis Fernando Velasco y al general Juan Salcedo Lora (11/09/2012)
- Claudia Morales entrevista a Mónica Roa y a José Darío Salazar (18/09/2012)
- María Jimena Duzán entrevista a Rodrigo Uprimny sobre la reelección del procurador (25/09/2012)
- María Jimena Duzán debate sobre cuál es el papel de los medios en un proceso de paz (25/09/2012)
- Debate sobre la reelección del procurador Ordóñez (02/10/2012)
- María Jimena Duzán entrevista a Yesid Reyes, abogado de Valerie Domínguez (02/10/2012)
- El papel de los medios de comunicación en los procesos judiciales (09/10/2012)
- Los diálogos de paz con las FARC (16/10/2012)
- Cómo debe ser la relación entre la nación y el distrito (Bogotá) (23/10/2012)
- Colombia y el narcotráfico en tiempos de Escobar (30/10/2012)
- Elecciones en Estados Unidos (06/11/2012)
- El fallo de la Haya en el litigio de Colombia (20/11/2012)
- María Jimena Duzán entrevista a Luz María Sierra y a Catalina Ruiz Navarro (27/11/2012)
- Interbolsa: Qué paso, y qué va a pasar con los inversionistas y al sector financiero (04/12/2012)
- Se acaba o no se acaba el mundo (11/12/2012)
- La literatura en Colombia (18/12/2012)
- ¿Cómo conservar la riqueza natural de Colombia? (15/01/2013)
- ¿Cómo está funcionando la ley de víctimas y restitución de tierras? (22/01/2013)
- Operación E. vs libertad de expresión (29/01/2013)
- ¿Cuál es la paz que quieren los empresarios, políticos y la dirigencia colombiana? (05/02/2013)
- ¿Qué está pasando con las altas cortes y los organismos de control? (12/02/2013)
- La violencia sexual (19/02/2013)
- ¿Por qué bajó en las encuestas el presidente Santos? (26/02/2013)
- ¿Cómo afecta al proceso de paz la muerte de Chávez? (05/03/2013)
- ¿Estamos listos para contar la historia de los Castaño en TV? (12/03/2013)
- Extradición: Ahora a los narcos les interesa irse (19/03/2013)
- ¿Por qué los expresidentes siguen teniendo peso en la política del país? (02/04/2013)
- ¿Para qué sirvió la marcha por la paz? (09/04/2013)
- Cómo se robaron a Bogotá en la alcaldía de Samuel Moreno (16/04/2013)
- Congreso y matrimonio homosexual (24/04/2013)
- ¿El proceso de paz implica reformas o constituyente? (30/04/2013)
- ¿Qué implica una revocatoria del alcalde Petro? (07/05/2013)
- ¿Por qué amenazan a los periodistas en Colombia? (14/05/2013)
- ¿Qué implicaciones tiene la reelección en el proceso de paz? (21/05/2013)
- ¿Cuáles son las fronteras éticas de los magistrados para impartir justicia? (28/05/2013)
- ¿A qué aspiran las víctimas en Colombia? (04/06/2013)
- ¿Para dónde va la política exterior colombiana? (11/06/2013)
- ¿Es fácil hacer política en Colombia sin pertenecer a una "dinastía"? (18/06/2013)
- ¿Quiénes son las víctimas y los verdugos en el caso de interbolsa? (25/06/2013)
- ¿Qué está pasando en la región del Catatumbo? (02/07/2013)
- Las protestas y el impacto en la imagen de Santos (23/07/2013)
- Marco jurídico para la paz: ¿justicia y paz en dos orillas opuestas? (30/07/2013)
- ¿Quién puede ser el mejor contrincante para Santos? (06/08/2013)
- ¿Por qué se cambió a la cúpula de las FF. AA. si fue aparentemente tan exitosa? (13/08/2013)
- Debate precandidatos uribistas - agosto 20 de 2013  (20/08/2013)
- Un 'congresito': ¿la mejor fórmula de refrendar la paz? (27/08/2013)
- ¿Será que el problema de Santos son sus ministros? (03/09/2013)